# Thành Túc Hoàng hậu
Thành Túc Hoàng hậu (chữ Hán: 成肅皇后; 1132 - 1203), còn gọi là Huệ Từ Hoàng thái hậu (惠慈皇太后), là Hoàng hậu thứ hai của Tống Hiếu Tông Triệu Bá Tông.

## Tiểu sử
Thành Túc Hoàng hậu có họ Tạ (謝氏), húy Tô Phương(蘇芳), nguyên quán ở Đan Dương (nay là Giang Tô), vốn mồ côi từ nhỏ, được nhà họ Địch (翟氏) nuôi dưỡng, sau đó nhập cung thì đổi thành họ Tạ (謝氏). Ban đầu, bà chỉ là cung nữ hầu hạ cho Thọ Thánh Hoàng thái hậu, sau được Thọ Thánh Hoàng thái hậu phong làm Hàm An Quận phu nhân (咸安郡夫人).
Sau khi Tống Hiếu Tông đăng cơ (1162), bà được lập làm Uyển dung (婉容), Hạ phu nhân tức Thành Cung Hoàng hậu được phong Hiền phi (賢妃). Không lâu sau đó, Hạ Hiền phi được sắc phong làm Hoàng hậu, Tạ Uyển dung được tấn phong làm Quý phi (貴妃).
Tạ Quý phi tính tình cần kiệm, y phục đều tự may mặc và giặt giũ, tự tay nuôi dạy các em của mình, Tống Hiếu Tông rất quý mến. Sau khi Thành Cung Hoàng hậu tạ thế, Tống Hiếu Tông đau buồn không màng đến hậu cung. Năm Thuần Hy thứ 3 (1176), Tạ Quý phi được sách phong làm Hoàng hậu. Sau khi đăng ngôi Hoàng hậu, cả nhà họ Địch đều được thụ quan.
Năm Thuần Hy thứ 16 (1189), Tống Hiếu Tông nhượng vị cho Tống Quang Tông, Tạ Hoàng hậu được tôn làm Thọ Thành Hoàng hậu (壽成皇后). Lý Hoàng hậu, Hoàng hậu của Tống Quang Tông, tính cách xấc xược, có lần xúc phạm đến Thọ Thành Hoàng hậu, khơi lại chuyện cũ, cho rằng Thọ Thành Hoàng hậu vốn xuất thân thấp hèn. Tống Hiếu Tông biết được nên có ý phế truất Lý Hoàng hậu nhưng sau đó lại thôi.
Sau khi Tống Hiếu Tông băng hà (1194), Thọ Thành Hoàng hậu được tôn làm Huệ Từ Hoàng thái hậu (惠慈皇太后). Dưới thời Tống Ninh Tông, năm Gia Thái thứ 2 (1202), bà được tấn tôn làm Từ Hựu Thái hoàng thái hậu (慈佑太皇太后). Năm Gia Thái thứ 3 (1203), ngày 16 tháng 5 âm lịch, Từ Hựu Thái hoàng thái hậu giá băng, thọ 71 tuổi. Bà được ban thuỵ hiệu là Thành Túc Hoàng hậu (成肅皇后), táng tại Vĩnh Phụ lăng (永阜陵).
Em trai bà, Tạ Uyên (謝淵) được rất nhiều gia ân: 2.000 lượng vàng, 10 vạn xâu tiền, 10 khoảng đất, phong làm "Hoà quốc công" (和國公). Bà còn có hai người em trai là Tạ Trừng (謝澄) và Tạ Uyên (謝淵), hai người em gái được phong là "Gia Quận phu nhân" (嘉郡夫人) và "Gia Quốc phu nhân" (嘉國夫人).